# Џејсон Дејвид Френк
Џејсон Дејвид Френк (енгл. Jason David Frank; 4. септембар 1973 – 19. новембар 2022) је био амерички глумац и мајстор борилачких вештина. Као глумац, најпознатији је по улози Томија Оливера у оригиналној серији Моћни ренџери, као и у потоњим серијалима о Моћним ренџерима.